# Giorgos Alkaios
Giorgos Alkaios (græsk : Γιώργος Αλκαίος født 24. december 1971) er en græsk pop musiker. Hans karriere startede i 1989, da han optrådte i et græsk reality show. Efter en kort periode med teaterskuespil, dedikerede Alkaios sig til musiklen. Hans første single, "Ti Ti," gjorde ham meget populær i Grækenland. Han er kendt for sin særprægede stil, der kombinerer græsk og orientalske elementer med moderne pop musik. Til dato har han haft fem Platinum albums og 9 Gold albums. Alkaios vil repræsentere Grækenland i Eurovision Song Contest 2010 den 25. maj i håb om at nå det endelige den 29. maj.

## Opvækst
Giorgos Alkaios blev født i Athen, Grækenland til græske og portugisiske forældre. Straks efter hans fødsel, flyttede Alkaios til Boston, Massachusetts, hvor han boede i tre år. Kort efter blev hans forældre skilt og han flyttede tilbage til Grækenland med sin far i en alder af 3. Med en primær opvækst ved hans bedstemor Anna, boede han i Halandri og tilbragte sine somre i Salamina med venner og familie i løbet af sin barndom. I en alder af 12, fik han sit første job.
Fra en ung alder viste Alkaios sin kærlighed til musik og sport. Hans første erfaring med musik og teater kom på en sommerlejr i Varimpompi hvor han var en lejrrådgiver i fire år. På lejren optrådte han i alle musikalske og teater begivenheder. I en alder af 16 droppede Alkaios ud af high school for at begynde at studere for at blive en elektriker på DELTA skolen, hvor han også opnåede en bachelorgrad.

## Diskografi
- 1992: Me ligo trak
- 1993: Koita me
- 1994: Den peirazei
- 1995: Anef logou (Gold)
- 1996: Entos Eaftou (Platinum)
- 1997: En Psychro (Platinum)
- 1998: Ta dika mou tragoudia (the best of 92-99)
- 1998: Ichi siopis (Platinum)
- 1999: The remix EP
- 1999: Sirmatoplegma (Gold)
- 2000: Pro ton pylon
- 2001: Oxygono
- 2002: Karma – CD Single
- 2002: Ta tragoudia mou (the best)
- 2003: Kommatia psychis
- 2004: Aithousa Anamonis/Special edition
- 2005: Live tour
- 2006: Nihtes apo fos
- 2007: Eleftheros
- 2008: To Diko Mas Paramithi